# Frans
Pour les articles homonymes, voir Frans (homonymie).
Frans est une commune française située dans le département de l'Ain en région Auvergne-Rhône-Alpes.
Ses habitants sont appelés les Franvernoises et les Franvernois.

## Géographie
Frans est située dans la vallée du Marmont, site privilégié entre les coteaux du plateau des Dombes et le val de Saône.
La ligne de chemin de fer Villefranche-Jassans - Bourg desservait autrefois la commune.

### Communes limitrophes
| Beauregard       | Fareins, Chaleins       | Ars-sur-Formans |
| Jassans-Riottier | Frans                   | Misérieux       |
|                  | Saint-Didier-de-Formans | Sainte-Euphémie |

### Climat
Pour des articles plus généraux, voir Climat d'Auvergne-Rhône-Alpes et Climat de l'Ain.
En 2010, le climat de la commune est de type climat océanique altéré, selon une étude du CNRS s'appuyant sur une série de données couvrant la période 1971-2000. En 2020, Météo-France publie une typologie des climats de la France métropolitaine dans laquelle la commune est dans une zone de transition entre le climat semi-continental et le climat de montagne et est dans la région climatique Bourgogne, vallée de la Saône, caractérisée par un bon ensoleillement (1 900 h/an), un été chaud (18,5 °C), un air sec au printemps et en été et des vents faibles.
Pour la période 1971-2000, la température annuelle moyenne est de 12 °C, avec une amplitude thermique annuelle de 18,3 °C. Le cumul annuel moyen de précipitations est de 765 mm, avec 9,4 jours de précipitations en janvier et 6,5 jours en juillet. Pour la période 1991-2020, la température moyenne annuelle observée sur la station météorologique de Météo-France la plus proche, « Villefranche », sur la commune de Villefranche-sur-Saône à 4 km à vol d'oiseau, est de 13,1 °C et le cumul annuel moyen de précipitations est de 790,9 mm,. Pour l'avenir, les paramètres climatiques de la commune estimés pour 2050 selon différents scénarios d'émission de gaz à effet de serre sont consultables sur un site dédié publié par Météo-France en novembre 2022.
| Mois                                  | jan.             | fév.           | mars           | avril         | mai             | juin           | jui.            | août          | sep.           | oct.            | nov.            | déc.             | année      |
| ------------------------------------- | ---------------- | -------------- | -------------- | ------------- | --------------- | -------------- | --------------- | ------------- | -------------- | --------------- | --------------- | ---------------- | ---------- |
| Température minimale moyenne (°C)     | 0,9              | 1              | 3,6            | 6,6           | 10,8            | 14,3           | 16,2            | 15,5          | 12             | 8,6             | 4,4             | 1,6              | 8          |
| Température moyenne (°C)              | 4,2              | 5,3            | 9              | 12,5          | 16,7            | 20,5           | 22,5            | 22            | 17,9           | 13,4            | 8               | 4,8              | 13,1       |
| Température maximale moyenne (°C)     | 7,6              | 9,6            | 14,4           | 18,4          | 22,6            | 26,7           | 28,8            | 28,5          | 23,8           | 18,1            | 11,6            | 8                | 18,2       |
| Record de froid (°C) date du record   | −21,9 25.01.1963 | −19 06.02.1963 | −11,5 01.03.05 | −5 08.04.03   | −0,8 04.05.1967 | 3,7 02.06.1975 | 4,9 03.07.1948  | 5 31.08.1986  | 0,5 25.09.1972 | −4,9 29.10.1950 | −8,5 23.11.1998 | −16,2 22.12.1963 | −21,9 1963 |
| Record de chaleur (°C) date du record | 19,1 10.01.15    | 23,1 25.02.21  | 27,7 31.03.21  | 32 15.04.1949 | 40 29.05.1947   | 41 12.06.1947  | 43,5 30.07.1947 | 43 02.08.1947 | 36 14.09.1947  | 31,6 02.10.23   | 23,3 06.11.15   | 19,9 31.12.22    | 43,5 1947  |
| Précipitations (mm)                   | 48,3             | 37,9           | 46,9           | 62,6          | 73,5            | 73,6           | 77,1            | 71            | 68,2           | 89,9            | 88,4            | 53,5             | 790,9      |

## Urbanisme

### Typologie
Au 1er janvier 2024, Frans est catégorisée ceinture urbaine, selon la nouvelle grille communale de densité à 7 niveaux définie par l'Insee en 2022.
Elle appartient à l'unité urbaine de Lyon, une agglomération inter-départementale dont elle est une commune de la banlieue,. Par ailleurs la commune fait partie de l'aire d'attraction de Lyon, dont elle est une commune de la couronne,. Cette aire, qui regroupe 397 communes, est catégorisée dans les aires de 700 000 habitants ou plus (hors Paris),.

### Occupation des sols
L'occupation des sols de la commune, telle qu'elle ressort de la base de données européenne d’occupation biophysique des sols Corine Land Cover (CLC), est marquée par l'importance des territoires agricoles (81,2 % en 2018), en diminution par rapport à 1990 (83,9 %). La répartition détaillée en 2018 est la suivante : 
terres arables (80,1 %), zones urbanisées (18,5 %), zones agricoles hétérogènes (1,1 %), zones industrielles ou commerciales et réseaux de communication (0,2 %).
L'évolution de l’occupation des sols de la commune et de ses infrastructures peut être observée sur les différentes représentations cartographiques du territoire : la carte de Cassini (XVIIIe siècle), la carte d'état-major (1820-1866) et les cartes ou photos aériennes de l'IGN pour la période actuelle (1950 à aujourd'hui).

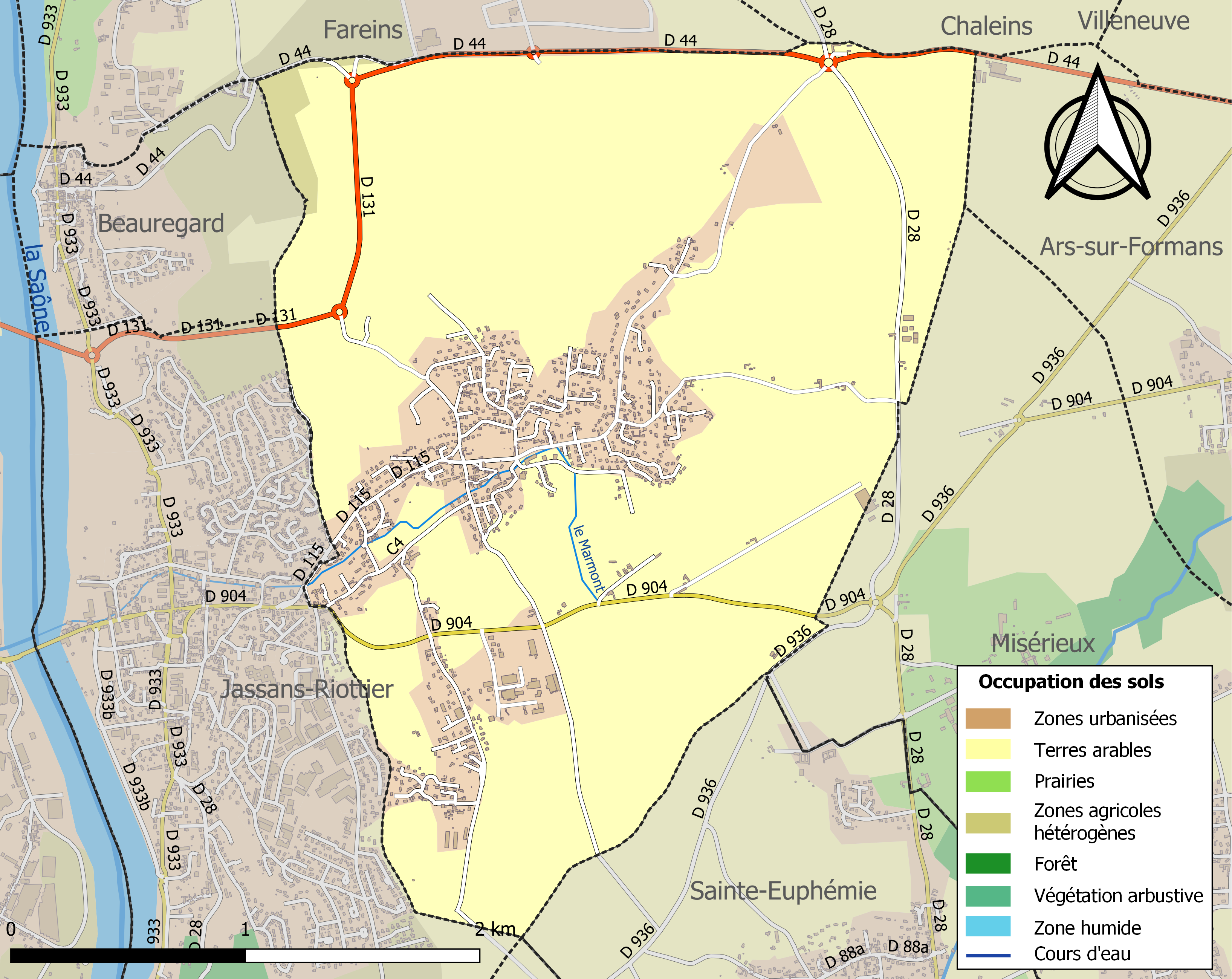
Carte des infrastructures et de l'occupation des sols de la commune en 2018 (CLC).

## Histoire
Le nom de la commune « Frentz » ou « Frans » viendrait des Homines Franci, premiers habitants de la vallée qui auraient appartenu aux peuples conquérants de la Gaule au Ve siècle.
Les nobles de Frans sont cités depuis le XIe siècle comme vassaux des sires de Villars. En 1325, la seigneurie appartient à la maison de Beaujeu.
Le village demeure dans la souveraineté de Dombes jusqu'en 1762, année du rattachement de celle-ci au royaume de France. En 1790, il devient une commune du département de l'Ain.

## Politique et administration

### Découpage territorial
La commune de Frans est membre de la communauté de communes Dombes Saône Vallée, un établissement public de coopération intercommunale (EPCI) à fiscalité propre créé le 1er janvier 2014 dont le siège est à Trévoux. Ce dernier est par ailleurs membre d'autres groupements intercommunaux.
Sur le plan administratif, elle est rattachée à l'arrondissement de Bourg-en-Bresse, au département de l'Ain et à la région Auvergne-Rhône-Alpes. Sur le plan électoral, elle dépend du  canton de Trévoux pour l'élection des conseillers départementaux, depuis le redécoupage cantonal de 2014 entré en vigueur en 2015, et de la deuxième circonscription de l'Ain  pour les élections législatives, depuis le dernier découpage électoral de 2010.

### Intercommunalité
La commune fait partie de la communauté de communes Dombes-Saône Vallée, structure intercommunale ayant reçu en 2017 le label « Villes et Pays d'Art et d'Histoire ».

## Population et société

### Démographie
L'évolution du nombre d'habitants est connue à travers les recensements de la population effectués dans la commune depuis 1793. Pour les communes de moins de 10 000 habitants, une enquête de recensement portant sur toute la population est réalisée tous les cinq ans, les populations de référence des années intermédiaires étant quant à elles estimées par interpolation ou extrapolation. Pour la commune, le premier recensement exhaustif entrant dans le cadre du nouveau dispositif a été réalisé en 2006.
En 2022, la commune comptait 2 547 habitants, en évolution de +9,13 % par rapport à 2016 (Ain : +5,15 %, France hors Mayotte : +2,11 %).
| 1793 | 1800 | 1806 | 1821 | 1831 | 1836 | 1841 | 1846 | 1851 |
| ---- | ---- | ---- | ---- | ---- | ---- | ---- | ---- | ---- |
| 214  | 208  | 281  | 338  | 312  | 325  | 339  | 371  | 379  |

| 1856 | 1861 | 1866 | 1872 | 1876 | 1881 | 1886 | 1891 | 1896 |
| ---- | ---- | ---- | ---- | ---- | ---- | ---- | ---- | ---- |
| 355  | 380  | 401  | 400  | 383  | 373  | 349  | 351  | 368  |

| 1901 | 1906 | 1911 | 1921 | 1926 | 1931 | 1936 | 1946 | 1954 |
| ---- | ---- | ---- | ---- | ---- | ---- | ---- | ---- | ---- |
| 372  | 388  | 360  | 347  | 384  | 391  | 404  | 416  | 455  |

| 1962 | 1968 | 1975 | 1982  | 1990  | 1999  | 2006  | 2011  | 2016  |
| ---- | ---- | ---- | ----- | ----- | ----- | ----- | ----- | ----- |
| 478  | 528  | 752  | 1 000 | 1 549 | 1 848 | 1 929 | 1 974 | 2 334 |

| 2021  | 2022  | - | - | - | - | - | - | - |
| ----- | ----- | - | - | - | - | - | - | - |
| 2 482 | 2 547 | - | - | - | - | - | - | - |

### Enseignement
La commune comporte 2 écoles (une primaire et une maternelle) avec une cantine ainsi qu'un centre de loisirs.

### Sports et loisirs
La commune dispose d'un stade de football, d'une aire de jeux multi-sport, de terrains de pétanque, d'une aire de jeux pour enfants ainsi qu'un plan d'eau aménagé pour les promeneurs et les pêcheurs.

## Économie
Historiquement agricole, l'économie franvernoise est désormais centré sur une zone artisanale. Les bassins d'emplois de Lyon et Villefranche-sur-Saône sont les lieux de travail de la majorité des Franvernois.
Frans possède un café, un bar, une épicerie et un salon de coiffure comme principaux commerces, mais aussi des artisans et une entreprise de construction. Il y a également trois exploitations agricoles sur la commune.

## Culture et patrimoine

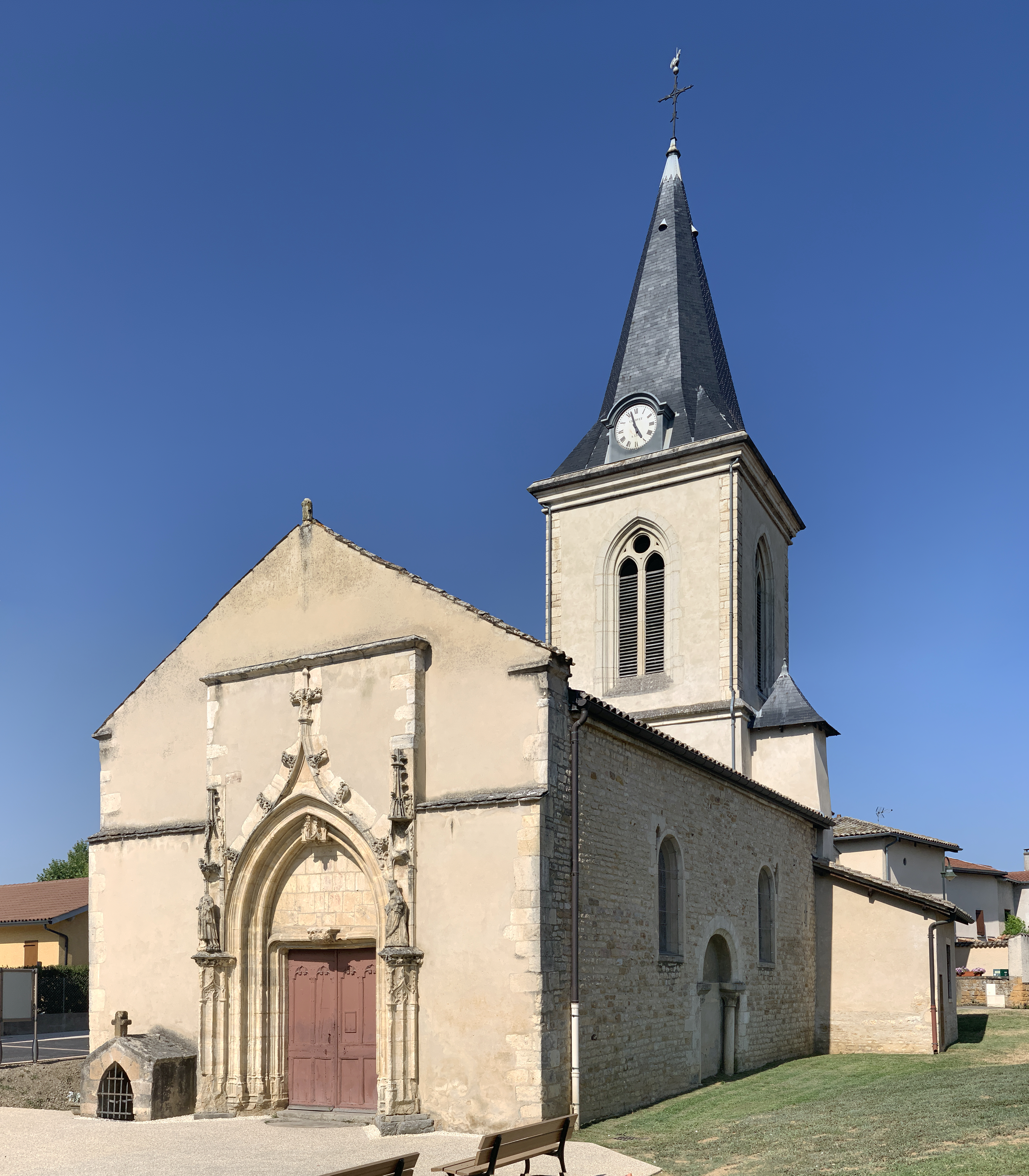
Église Saint-Étienne.

### Lieux et monuments
- L'église du XIIe siècle, est inscrite aux monuments historiques depuis 2008[22],[23]. Placée sous le patronage de saint Étienne, elle est citée au chapitre métropolitain de Lyon en l'an 984. La nef remonte au XIIe siècle et l'abside au XVe siècle dont la charpente est datée de l'année 1436. Contre la façade de l'église, se trouve la fontaine de Saint-Étienne à qui on prêtait des vertus curatives contre les fièvres[1].
- Une halle du XVIIIe siècle restaurée récemment est située sur la place principale.
- Motte ou « poype » dite aussi les « Bâties de Frans ». Des nobles de ce nom, vassaux des sires de Villars, sont cités depuis le XIe siècle. En 1325, la seigneurie était la possession du sire de Beaujeu[24].